# Георги Чупона
Георги Чупона (на македонска литературна норма: Ѓорѓи Чупона) е математик от Северна Македония, академик.

## Биография
Роден е в 1930 година в битолското влашко село Маловище. Основно и средно образование получава в Битоля. В 1953 година завършва математика във Философския факултет на Скопския университет. Работи като учител в средно училище, а от февруари 1955 година във Философския факултет на университета в Скопие като асистент. В 1959 година защитава докторат в Природо-математическия факултет на университета на тема Принос към теорията на алгебричните структури под ръководството на Владимир Девиде. В 1961 година е избран за доцент в Техническия факултет на Скопския университет. В 1964 година специализира в Манчестърския университет в Обединеното кралство. В 1967 година става извънреден професор, а в 1972 година редовен професор по алгебра в Природо-математическия факултет. В периода 1969 - 1973 година е директор на Математическия институт с числов център при университетот в Скопие. От 1985 година до пенсионирането си в 1994 година е член на новоформирания Институт за информатика на ПМФ.
Чупона се занимава с различните алгебрични структури. Автор е на стотина научни труда и е сред водещите математици във Федерална Югославия.
Носител е на много награди - плакет на Скопския университет, наградата „11 октомври“ за 1966 година, Орден за заслуги за народа със сребърен венец, Орден на труда със златен венец. През май 1979 година Георги Чупона е избран за член-кореспондент, а през ноември 1983 година - за редовен член на Македонската академия на науките и изкуствата.
Умира на 16 декември 2009 година в Скопие.